# الحب المقدس والحب المدنس
الحب المقدس والحب المدنس هي لوحة زيتية رسمها تيتيان في عام 1514 على الأرجح، اللوحة حالياً ضمن مقتنيات معرض بورغيزي في روما.